# OS X 엘 카피탠
OS X 엘 캐피탄(OS X El Capitan, 버전 10.11)은 애플의 12번째 OS X 운영체제이다. 2015년 6월 2일에 WWDC 2015에서 발표되었으며, 개발자 베타는 6월 9일, 공개 베타는 7월 10일에 처음 공개되었고, 정식 버전은 2015년 9월 30일 애플 맥 앱스토어를 통해 배포되었다. 이전 버전은 OS X 요세미티이다.

## 이름
캘리포니아 주의 유명 지명을 기준으로 작명을 하는데 엘캐피탄은 전면적인 업그레이드가 아닌 OS X 요세미티의 일부 수정판이라는 의미로 미국 요세미티 국립공원 내의 거대 바위인 엘캐피탄으로 이름을 지었다.

## 변경 사항
- 시스템 무결성 보호를 처음으로 도입하였다.
- 스플릿 뷰 기능이 추가되어 전체 화면일 때 두 개의 프로그램을 분할하여 화면에 표시할 수 있다.
- 커서를 빠르게 흔들면 커서가 일시적으로 커진다.
- 로딩 중 커서가 바뀌었다.
- 메탈(Metal)을 적용하여 그래픽 관련 성능을 향상시켰다.
- 배경화면이 추가되었다.
- 최초로 돌비오디오를 지원했다.

## 릴리스
| 버전    | 빌드   | 날짜             | 다윈   | 비고      |
| ------- | ------ | ---------------- | ------ | --------- |
| 10.11   | 15A284 | 2015년 9월 30일  | 15.0.0 | 최초 공개 |
| 10.11.1 | 15B42  | 2015년 10월 21일 | 15.0.0 | 업데이트  |
| 10.11.2 | 15C50  | 2015년 12월 8일  | 15.2.0 | 업데이트  |
| 10.11.3 | 15D21  | 2016년 1월 19일  | 15.3.0 | 업데이트  |
| 10.11.4 | 15E65  | 2016년 3월 21일  | 15.4.0 | 업데이트  |
| 10.11.5 | 15F34  | 2016년 5월 16일  | 15.5.0 | 업데이트  |
| 10.11.6 | 15G31  | 2016년 7월 18일  | 15.6.0 | 업데이트  |